# Ramones
Ramones là ban nhạc punk rock được thành lập năm 1974 tại khu phố Forest Hills, quận Queens, thành phố New York, Mỹ. Họ thường được coi là ban nhạc punk rock đầu tiên trong lịch sử âm nhạc, cách chơi nhạc của họ ảnh hướng lớn tới các nghệ sĩ cùng thời.
Các thành viên tham gia ban nhạc đều phải lấy nghệ danh kết thúc bằng từ "Ramone", điều này lấy cảm hứng từ việc nghệ sĩ Paul McCartney luôn nhận phòng khách sạn với cái tên Paul Ramon. Trong suốt 22 năm, Ramones đã trình diễn tổng cộng tới 2,263 buổi diễn, gần như không ngừng nghỉ. Năm 1996, Ramones tổ chức buổi hòa nhạc chia tay ở Los Angeles và tuyên bố tan rã. Đến năm 2014, cả bốn thành viên ban đầu của ban nhạc đều đã qua đời: ca sĩ chính Joey Ramone, tay bass Dee Dee Ramone, tay guitar Johnny Ramone và tay trống Tommy Ramone. Các thành viên còn lại: C. J. Ramone, Marky Ramone, Richie Ramone và Elvis Ramone vẫn còn hoạt động trong lĩnh vực âm nhạc.
Ramones xếp thứ 26 trong danh sách "100 nghệ sĩ vĩ đại nhất mọi thời" của tạp chí Rolling Stone và vị trí thứ 17 trong danh sách "100 nghệ sĩ Hard Rock vĩ đại nhất" của VH1. Năm 2002, tạp chí Spin xếp Ramones đứng thứ 2 trong danh sách "100 ban nhạc xuất sắc nhất", chỉ đứng dưới duy nhất The Beatles. Ngày 18 tháng 3 năm 2002, bốn thành viên ban đầu và Marky Ramone được giới thiệu vào Đại sảnh Danh vọng Rock and Roll. Tới năm 2011, họ được trao giải Grammy cho Thành tựu trọn đời.

## Lịch Sử

### 1974–1975: Thành lập
Các thành viên ban đầu của nhóm quen nhau tại khu phố trung lưu Forest Hills, quận Queens, New York. Họ đều hoạt động trong lĩnh vực âm nhạc: John Cummings và Thomas Erdelyi từng tham gia ban nhạc garage Tangerine Puppets thời trung học; Douglas Colvin từ Đức chuyển đến; Jeff Hyman là giọng ca chính của ban nhạc glam rock Sniper, thành lập vào năm 1972. Bốn người quyết định lập một ban nhạc mới vào năm 1974, tạo thành đội hình bốn người.
Colvin là người đầu tiên lấy nghệ danh "Ramone", ông tự gọi mình là Dee Dee Ramone, lấy cảm hứng từ việc nghệ sĩ Paul McCartney luôn nhận phòng khách sạn với cái tên Paul Ramon. Dee Dee thuyết phục các thành viên khác và gọi ban nhạc là Ramones. Vậy là Hyman thành Joey Ramone, Cummings thành Johnny Ramone và Erdelyi thành Tommy Ramone.
Ramones có màn trình diễn đầu tiên vào ngày 30 tháng 3 năm 1974, tại Performance Studios. Các bài hát họ chơi rất nhanh và rất ngắn; hầu hết dưới hai phút. Khoảng thời gian này chứng kiến dòng nhạc new wave đang nổi lên ở New York, các ban nhạc new wave biểu diễn chủ yếu ở hai câu lạc bộ Max's Kansas City và CBGB. Ramones chơi ở CBGB vào ngày 16 tháng 8 năm 1974. Người đồng sáng lập tạp chí Punk, Legs McNeil, đã miêu tả về màn trình diễn hôm ấy: "Tất cả bọn họ đều mặc áo khoác da màu đen. Rồi họ đếm ngược... và rồi rất nhiều tiếng ồn... Họ trông rất nổi bật. Những người này không phải là dân hippy. Đây là một thứ gì đó hoàn toàn mới".
Ramones chơi thường xuyên tại CBGB. Năm 1975, Sire Records mời ban nhạc ký hợp đồng thu âm. Linda Stein và Danny Fields trở thành quản lý. Ramones được công nhận là thủ lĩnh của một thứ mới toanh gọi là "punk". Giọng ca Joey có ảnh hưởng lớn nhất, như Dee Dee từng giải thích: "Tất cả các ca sĩ khác (ở New York) đều đang sao chép David Johansen (nhóm New York Dolls), anh ta thì đang sao chép Mick Jagger... Nhưng Joey là duy nhất, hoàn toàn độc nhất".

### 1976–1977: Mũi giáo của Punk

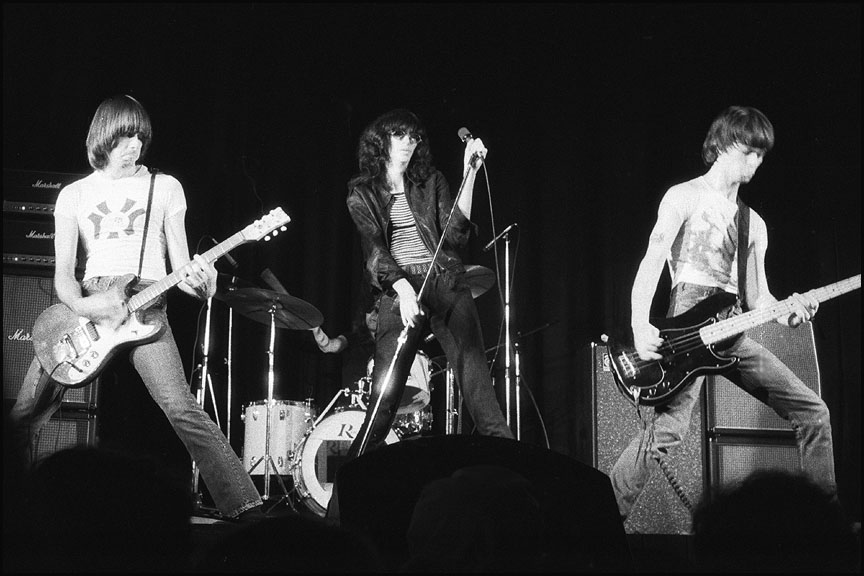
Ramones tại Toronto, 1976.

Album đầu tay Ramones thu âm vào tháng 2 năm 1976. Bài hát dài nhất trong album là "I Don't Wanna Go Down to the Basement" cũng chỉ hơn hai phút rưỡi. Nhà sản xuất là Sire, nhà sản xuất liên kết là Tommy, kinh phí cực kỳ thấp khoảng 6,400 đô la và phát hành vào tháng 4. Bức ảnh bìa trước trở thành biểu tượng của ban nhạc, được chụp bởi nhiếp ảnh gia tạp chí Punk Roberta Bayley.
Ramones đón nhận những lời phê bình rất có cánh, tuy nhiên không thành công về mặt thương mại, chỉ đứng thứ 111 trên bảng xếp hạng album Billboard. Hai đĩa đơn phát hành từ album là "Blitzkrieg Bop" và "I Wanna Be Your Boyfriend" đều thất bại trên bảng xếp hạng. Tháng 6 năm 1976, Ramones có buổi biểu diễn lớn đầu tiên bên ngoài New York, đó là ở Youngstown, Ohio. Họ đã gặp các thành viên của nhóm Dead Boys và kết bạn với nhau. Ngày 4 tháng 7 năm 1976, Linda Stein tổ chức một buổi biểu diễn tại Roundhouse, London, với sự tham gia của rất nhiều cái tên đáng chú ý: Ramones, Flamin 'Groovies, Marc Bolan (nhóm T-Rex), Sex Pistols và the Clash. Buổi diễn thành công vang dội, đóng vai trò quan trọng thúc đẩy punk rock tại Vương quốc Anh. Tháng 8 và 9 cùng năm, Ramones đến biểu diễn tại Los Angeles và Toronto, cũng với vai trò tiếp thêm động lực cho punk.
Hai album tiếp theo Leave Home và Rocket to Russia phát hành vào năm 1977. Nhà sản xuất là Tommy và Tony Bongiovi, anh họ của Jon Bon Jovi. Leave Home còn thất bại nhiều hơn Ramones. Còn Rocket to Russia đạt thứ hạng cao nhất trong cả lịch sử ban nhạc. Trên tạp chí Rolling Stone, nhà phê bình Dave Marsh gọi nó là "nhạc rock & roll hay nhất của năm". Album có đĩa đơn "Sheena Is a Punk Rocker" đứng thứ 81 và "Rockaway Beach" đứng thứ 66. Ngày 31 tháng 12 năm 1977, Ramones thu âm album kép It's Alive, ngay trong buổi hòa nhạc trực tiếp tại Rainbow Theatre, London. It's Alive phát hành vào tháng 4 năm 1979.

### 1978-1982: Thời kỳ chuyển tiếp

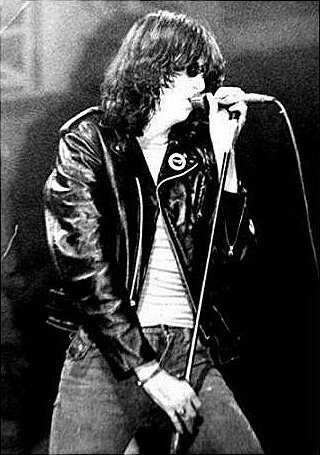
Joey Ramone năm 1980.

Đầu năm 1978,Tommy, vì kiệt sức với các chuyến lưu diễn, đã rời ban nhạc, chỉ giữ vai trò nhà sản xuất thu âm. Vị trí tay trống của ông được đảm nhận bởi Marc Bell, người từng là thành viên của nhiều ban nhạc lớn. Bell lấy nghệ danh Marky Ramone. Cuối năm đó, ban nhạc phát hành album phòng thu thứ tư Road to Ruin. Nhà sản xuất là Tommy và Ed Stasium, bìa album được thực hiện bởi John Holmstrom. Album bao gồm một số thể loại mới như guitar acoustic, ballad và có hai bài hát đầu tiên dài hơn ba phút. Dù vẫn thất bại nhưng đĩa đơn "I Wanna Be Sedated" trở thành một trong những bài hát nổi tiếng nhất của Ramones.
Năm 1979, Ramones tham gia bộ phim Rock 'n' Roll High School, gây chú ý cho nhà sản xuất lừng danh Phil Spector. Ông đồng ý sản xuất album thứ năm End of the Century (1980). Album đạt thứ hạng cao nhất trong lịch sử ban nhạc: thứ 44 tại Mỹ và thứ 14 tại Anh, nhưng Johnny cho rằng album này "không punk" như các album trước. Đĩa đơn cover "Baby, I Love You" trở thành bản hit lớn nhất của ban nhạc ở Anh, đạt số 8 trên bảng xếp hạng.
Album thứ sáu Pleasant Dreams phát hành vào năm 1981, nhà sản xuất là Graham Gouldman. Tạp chí Trouser Press nhận định album này tiếp tục xu hướng đi xa khỏi âm hưởng punk thô ráp, đưa Ramones "chuyển từ tiên phong chủ nghĩa tối giản sang vùng đất heavy metal". Johnny phản bác rằng hướng đi này là quyết định của công ty thu âm để được phát sóng trên đài phát thanh Mỹ.
Subterranean Jungle, sản xuất bởi Ritchie Cordell và Glen Kolotkin, phát hành năm 1983. Trouser Press nhận xét "ban nhạc đã trở lại nơi họ từng thuộc về".

### 1983–1989: Thay đổi thành viên
Sau khi phát hành Subterranean Jungle, Marky bị sa thải do nghiện rượu. Richard Reinhardt thay thế, lấy tên Richie Ramone. Joey từng nói rằng "Richie thực sự đã cứu ban nhạc. Anh ấy là điều tuyệt vời nhất đến với Ramones. Anh ấy đưa tinh thần trở lại". Richie là tay trống duy nhất hát chính, bao gồm các bản "(You) Can't Say Anything Nice", "Elevator Operator". Ông cũng là tay trống duy nhất trở thành người soạn nhạc cho Ramones, bao gồm các bản hit " Somebody Put Something in My Drink", "Smash You", "Humankind", "I'm Not Jesus", "I Know Better Now" và "(You) Can't Say Anything Nice". Joey Ramone rất ủng hộ đóng góp sáng tác của Richie: "Tôi khuyến khích Richie viết bài hát. Tôi nghĩ rằng điều đó sẽ khiến anh ấy cảm thấy mình là một phần của nhóm, trước đây chúng tôi không để bất kỳ ai khác viết bài hát".
Album Too Tough to Die phát hành năm 1984, Tommy Erdelyi và Ed Stasium trở lại làm nhà sản xuất. Album cho thấy sự chuyển hướng về những âm thanh ban đầu. Năm 1985, ban nhạc cho ra mắt đĩa đơn "Bonzo Goes to Bitburg"; bài hát được phát rộng rãi trên đài phát thanh của các trường đại học tại Hoa Kỳ. Nội dung là lời phản đối chuyến thăm của Ronald Reagan đến một nghĩa trang lính Waffen SS. "Bonzo Goes to Bitburg" đổi tên thành "My Brain Is Hanging Upside Down" trong album phòng thu thứ chín Animal Boy (1986), nhà sản xuất là Jean Beauvoir - một cựu thành viên nhóm Plasmatics.
Năm 1987, Ramones phát hành album Halfway to Sanity. Đến tháng 8, Richie rời đi, ông buồn bã nói rằng dù đã 5 năm cộng tác, nhưng các thành viên vẫn không chia cho ông lợi nhuận tiền bán sản phẩm ăn theo. Tay trống Clem Burke, từ Blondie vừa mới tan rã, đến thay thế với nghệ danh Elvis Ramone. Tuy vậy Elvis bị sa thải sau chỉ hai buổi biểu diễn vì không thể theo kịp cách chơi nhạc. Tháng 9 cùng năm, Marky trở lại với ban nhạc.
Tháng 12 năm 1988, Ramones thu âm album Brain Drain. Beauvoir, Rey và Bill Laswell đồng sản xuất. Dee Dee Ramone không tham gia chơi bass mà chỉ hát đệm. Ông nêu lý do rằng các thành viên của ban nhạc đang trải qua những rắc rối cá nhân và thay đổi đến mức ông không muốn tham gia ban nhạc nữa. Album ra mắt đầu năm 1989, bao gồm bản hit "Pet Sematary".
Dee Dee vẫn góp mặt trong chuyến lưu diễn vòng quanh thế giới quảng bá Brain Drain, cho đến hết buổi biểu diễn ngày 5 tháng 7 năm 1989, tại One Step Beyond, Santa Clara. Ông được thay thế bởi Christopher Joseph Ward (C. J. Ramone). Dee Dee sau đó thử sức với thể loại rap dưới nghệ danh Dee Dee King, rồi quay lại punk rock và thành lập một số ban nhạc. Ông vẫn tiếp tục viết các bài hát cho Ramones, nhưng không bao giờ trở lại.

### 1990–1996: Tan rã

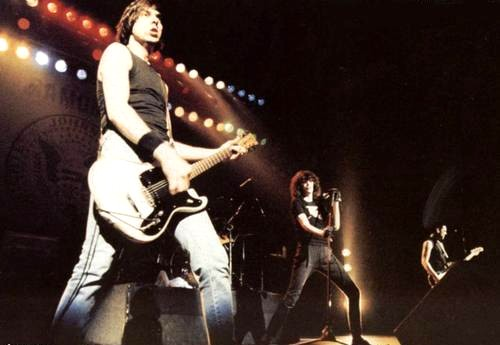
Ramones biểu diễn ở São Paulo năm 1987

Sau hơn một thập kỷ rưỡi gắn bó với Sire Records, Ramones chuyển sang hãng Radioactive Records. Album Mondo Bizarro phát hành năm 1992, nhà sản xuất là Ed Stasium. Sản phẩm này đánh dấu sự trở lại của Ramones sau nhiều năm giảm độ nổi tiếng, đạt chứng nhận Vàng ở Brazil với 100,000 bản bán ra. Đây cũng là chứng nhận Vàng đầu tiên mà Ramones được nhận. Đĩa đơn chủ đạo "Poison Heart" lọt vào được top 10 tại Mỹ.
Năm 1993 phát hành album Acid Eaters, bao gồm các bản cover. Cùng năm đó, Ramones xuất hiện trong The Simpsons, tập phim "Rosebud". Năm 1995, Ramones phát hành album phòng thu thứ mười bốn và cũng là cuối cùng ¡Adios Amigos !. Ban nhạc thông báo họ sẽ tan rã vào năm sau. Ngày 6 tháng 8 năm 1996, Ramones biểu diễn lần cuối cùng tại Palace, Hollywood. Ngoài sự xuất hiện trở lại của Dee Dee, chương trình còn có các khách mời như Lemmy (nhóm Motörhead), Eddie Vedder (Pearl Jam), Chris Cornell và Ben Shepherd (Soundgarden), Tim Armstrong và Lars Frederiksen (Rancid).

### Vinh danh
Ngày 20 tháng 7 năm 1999, Dee Dee, Johnny, Joey, Tommy, Marky và C. J. cùng nhau xuất hiện tại Virgin Megastore, New York, để ký tặng người hâm mộ. Đây là lần cuối cùng bốn thành viên ban đầu của nhóm xuất hiện cùng nhau. Ngày 15 tháng 4 năm 2001, Joey, qua đời vì ung thư hạch.
Ngày 18 tháng 3 năm 2002, Ramones được giới thiệu vào Đại sảnh Danh vọng Rock and Roll với năm thành viên Dee Dee, Johnny, Joey, Tommy và Marky. Ngày 5 tháng 6 năm 2002, Dee Dee được phát hiện đã qua đời do sử dụng quá liều heroin.
Năm 2004, phim tài liệu End of the Century: The Story of the Ramones ra mắt. Ngày 15 tháng 9 năm 2004, Johnny qua đời vì bệnh ung thư tuyến tiền liệt tại Los Angeles, ngay sau khi bộ phim được phát hành. Cùng ngày với cái chết của Johnny, bảo tàng Ramones đầu tiên trên thế giới, nằm ở Berlin, Đức, đã mở cửa cho công chúng. Bảo tàng trưng bày hơn 300 món đồ kỷ vật, bao gồm một chiếc quần jean sân khấu của Johnny, một chiếc găng tay sân khấu của Joey, giày thể thao của Marky và dây đeo bass của C. J.. Ngày 8 tháng 10 năm 2004, Tommy Ramone, C. J. Ramone, Clem Burke và Daniel Rey biểu diễn trong buổi hòa nhạc "Ramones Beat on Cancer". Năm 2007, Ramones được giới thiệu vào Long Island Music Hall of Fame. Tháng 10 năm đó nhóm phát hành một bộ DVD It's Alive 1974–1996 bao gồm 118 bài hát từ 33 buổi biểu diễn trong suốt sự nghiệp của nhóm. Tháng 2 năm 2011, nhóm được vinh danh với giải Grammy Thành tựu trọn đời.
Ngày 8 tháng 6 năm 2013, giám đốc sáng tạo của Ramones kể từ khi thành lập đến lúc tan rã, và thường được coi là Ramone thứ năm, Arturo Vega qua đời vì bệnh ung thư ở tuổi 65. Ngày 30 tháng 4 năm 2014, Hiệp hội Công nghiệp Ghi âm Hoa Kỳ trao chứng nhận Vàng cho Ramones, khi album đầu tay của họ Ramones bán được 500,000 bản, sau 38 năm phát hành. Ngày 11 tháng 7 năm 2014 đến lượt Tommy Ramone qua đời vì bệnh ung thư ống mật. Ngày 30 tháng 10 năm 2016, giao lộ giữa đại lộ 67 và đường 110, trước lối vào chính trường Trung học Forest Hills, quận Queens, New York, được đặt tên Ramones.

## Xung đột giữa các thành viên
Xung đột giữa Joey và Johnny dai dẳng nhất. Cặp đôi này đối lập nhau về mặt chính trị, Joey là một người theo chủ nghĩa tự do và Johnny là một người bảo thủ. Tính cách của họ cũng xung đột: Johnny, vì từng học hai năm trong trường quân sự, sống theo quy tắc kỷ luật nghiêm ngặt, trong khi Joey vật lộn với chứng rối loạn ám ảnh cưỡng chế và chứng nghiện rượu. Đầu những năm 1980, xung đột tiếp tục gia tăng liên quan đến cô gái Linda Danielle. Họ chơi nhạc cùng nhau, nhưng luôn xa cách nhau. Sau khi Joey qua đời, Johnny nói rằng ông đã bị trầm cảm trong "cả tuần".
Dee Dee thì bị chứng rối loạn lưỡng cực và nghiện ma túy. Tommy rời ban nhạc sau khi "bị Johnny đe dọa về thể xác, bị Dee Dee đối xử khinh thường và Joey thì phớt lờ mọi chuyện". Marky và Joey thường xuyên cãi nhau sau khi say rượu.
Một năm sau khi Ramones tan rã, Marky Ramone gọi C. J. là "kẻ cuồng tín" trên báo chí. Nhiều năm sau, C. J. than thở rằng mặc dù là hai thành viên còn sống sót nhưng ông và Marky đã không còn liên lạc.

## Phong cách

### Âm nhạc
Ramones có phong cách âm nhạc ồn ào, nhanh và đơn giản. Họ bị ảnh hưởng bởi các thể loại phổ biến trong những năm 1950 và 1960, bao gồm rock cổ điển như Buddy Holly and Crickets, The Beach Boys, The Who, The Beatles, The Kinks, Led Zeppelin, The Rolling Stones, The Doors và Creedence Clearwater Revival; nhạc bubblegum như 1910 Fruitgum Company và Ohio Express; các nhóm nhạc nữ như The Ronettes và The Shangri-Las. Ramones cũng mô phỏng âm thanh rock nặng của MC5, Black Sabbath, The Stooges và The New York Dolls.

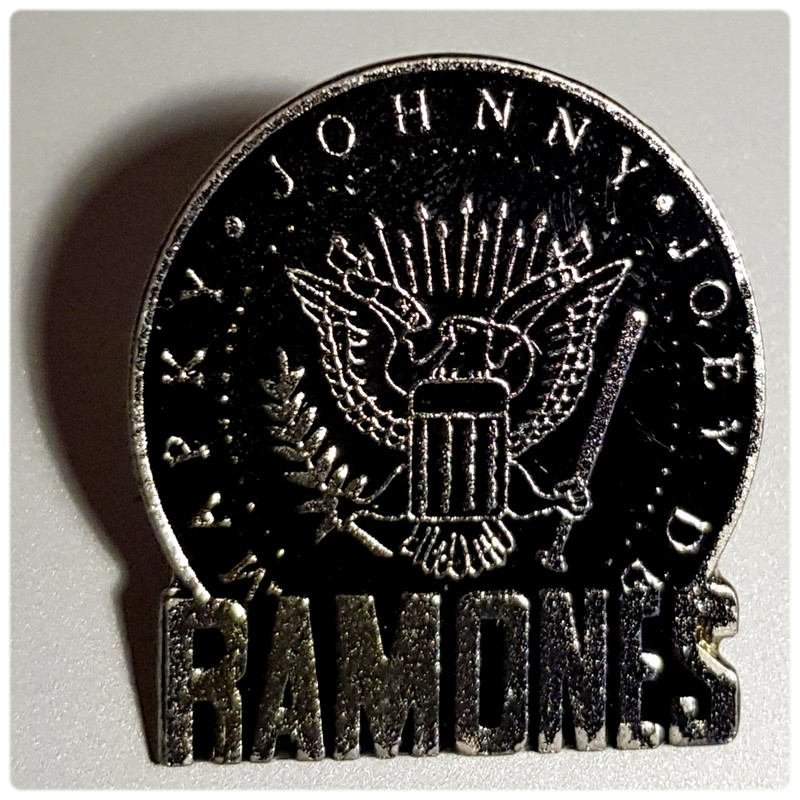
Logo ban nhạc

Trong bối cảnh lối chơi nhạc khoa trương đang thống trị các bảng xếp hạng những năm 1970, các ban nhạc như Ramones xuất hiện cũng là điều dễ hiểu. Joey từng giải thích: "...chúng tôi cảm thấy nhàm chán với tất cả những gì chúng tôi nghe thấy. Mọi thứ trong năm 1974 đều là Elton John thế hệ thứ mười, được sản xuất quá mức, hoặc chỉ là rác rưởi. Những âm thanh máy móc, những đoạn độc tấu guitar kéo dài.... Chúng tôi nhớ những âm thanh cũ".
Ramones là nhóm tiên phong của punk rock. Các bản thu âm của nhóm còn góp phần phát triển dòng pop punk. Nhiều người cho rằng một số bài hát của Ramones là "power pop". Bắt đầu từ những năm 1980, nhóm có lúc lấn sang hardcore punk.

### Hình ảnh
Các thành viên bắt buộc ăn mặc đồng nhất với nhau: tóc dài, áo khoác da, áo phông, quần jean rách và giày thể thao. Phong cách thời trang này nhấn mạnh chủ nghĩa tối giản - chủ nghĩa ảnh hưởng mạnh mẽ đến punk những năm 1970.
Logo ban nhạc được tạo ra bởi Arturo Vega, lấy cảm hứng từ con dấu của Tổng thống Mỹ. Vega từng giải thích rằng: "Đối với tôi, họ mang tính cách phổ biến của người Mỹ - hiếu chiến và ngây thơ như trẻ con....".

## Thành viên
- Joey Ramone (Jeffrey Hyman) – Giọng chính (1974–1996), trống (1974)
- Johnny Ramone (John Cummings) – Guitar (1974–1996)
- Dee Dee Ramone (Douglas Colvin) – Bass, giọng đệm (1974–1989)
- Tommy Ramone (Thomas Erdelyi) – Trống (1974–1978)
- Marky Ramone (Marc Bell) – Trống (1978–1983, 1987–1996)
- Richie Ramone (Richard Reinhardt) – Trống, hát đệm (1983–1987)
- Elvis Ramone (Clem Burke) - Trống (1987)
- C. J. Ramone (Christopher Ward) – Bass, giọng đệm (1989–1996)

## Danh sách đĩa nhạc
Album phòng thu
- Ramones (1976)
- Leave Home (1977)
- Rocket to Russia (1977)
- Road to Ruin (1978)
- End of the Century (1980)
- Pleasant Dreams (1981)
- Subterranean Jungle (1983)
- Too Tough to Die (1984)
- Animal Boy (1986)
- Halfway to Sanity (1987)
- Brain Drain (1989)
- Mondo Bizarro (1992)
- Acid Eaters (1993)
- ¡Adios Amigos! (1995)

Album trực tiếp
- It's Alive (1979)
- Loco Live (1991)
- Greatest Hits Live (1996)
- We're Outta Here! (1997)
- You Don't Come Close (2001)
- NYC 1978 (2003)

Album tuyển tập
- Ramones Mania (1988)
- All the Stuff (And More!) Vol. 1 (1990)
- All the Stuff (And More!) Vol. 2 (1990)
- Hey! Ho! Let's Go: The Anthology (1999)
- Ramones Mania 2 (2000)
- Masters of Rock (2001)
- Best of the Chrysalis Years (2002)
- The Chrysalis Years (2002)
- Loud, Fast Ramones (2002)
- The Best of the Ramones (2004)
- Weird Tales of the Ramones (2005)
- Hey Ho Let's Go: Greatest Hits (2006)
- Essential (2007)
- Morrissey Curates The Ramones (2014)